# Matemale
Matemale en francés y oficialmente, Matamala en catalán es una localidad  y comuna francesa, situada en el departamento de Pirineos Orientales en la región de Languedoc-Rosellón y el centro de los Pirineos catalanes, en la comarca histórica del Capcir. La localidad es atravesada por el río Aude.
A sus habitantes se les conoce por el gentilicio en francés de Matemalais o de Matamalès, matamalesa en catalán.

## Demografía
| 94 | 135 | 106 | 151 | 222 | 242 |
| Para los censos de 1962 a 1999 la población legal corresponde a la población sin duplicidades (Fuente: INSEE [Consultar]) |     |     |     |     |     |

## Lugares de interés
- Lago de Matemala, lago artificial de 235 hectáreas.